# Actinodaphne cuspidata
Actinodaphne cuspidata là một loài thực vật thuộc họ Lauraceae. Nó là loài đặc hữu của Malaysia. Nó bị đe dọa do mất môi trường sống.